# Edicto de tolerancia de Galerio

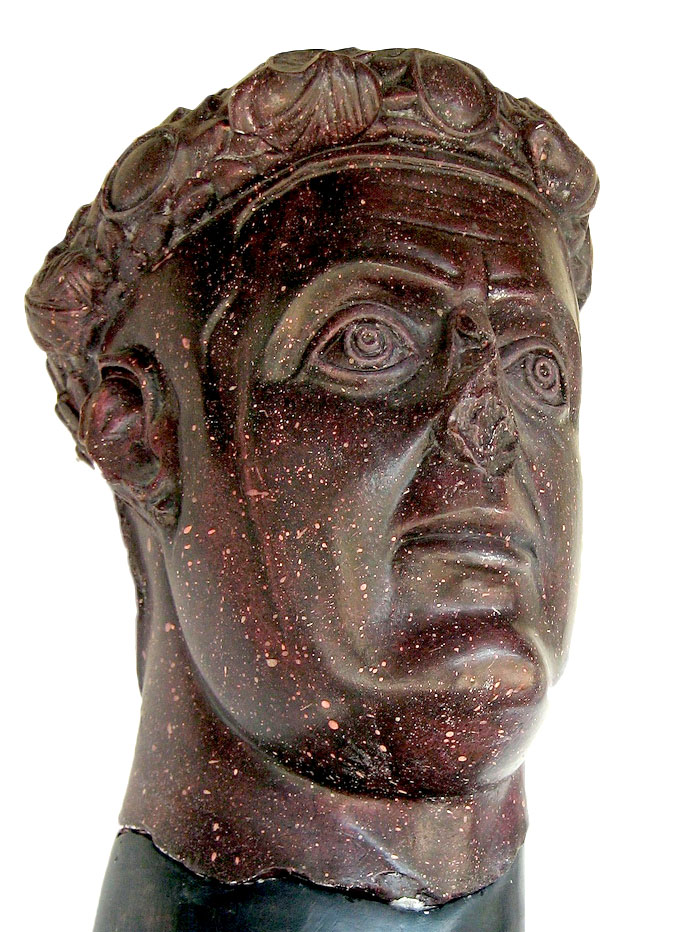
El emperador Galerio promulgó el Edicto de Tolerancia de Serdica, que dos años antes que el «Edicto de Milán», puso fin a la persecución de los cristianos.

El Edicto de tolerancia de Galerio (Edictum tolerationis Galerii), también conocido como el Edicto de tolerancia de Serdica por el lugar donde fue promulgado (Serdica) el 30 de abril del año 311, puso punto final a las medidas represivas instituidas en el Imperio romano en contra de los cristianos por el emperador Diocleciano. Paradójicamente el emperador Galerio había sido uno de los instigadores de la política de Diocleciano en este aspecto y como tal, según las fuentes cristianas de la época, uno de los más decididos enemigos del cristianismo. Galerio murió cinco días después de la promulgación del edicto que ponía fin a la persecución.
Como ha destacado Paul Veyne, aunque se ha considerado tradicionalmente que fue el «Edicto de Milán» de 313 el que «permitió al cristianismo vivir en paz y a cara descubierta» esto «no fue así, pues la tolerancia estaba establecida hacía dos años [con el Edicto de Galerio] y, después de su victoria en el puente Milvio, Constantino no tuvo necesidad alguna de promulgar un edicto en tal sentido». La misma valoración sostiene Vincent Puech.
El historiador Manfred Clauss ha sintetizado así el contenido del Edicto:

Galerio, a la sazón "primer" augusto, esclarecía de nuevo los motivos religiosos de la persecución de los cristianos, considerándola al mismo tiempo fracasada. En consecuencia, decretó el reconocimiento legal y público del culto cristiano; con ello garantizaba a las asociaciones de los cristianos, en el marco de la legislación vigente, una protección que les correspondería como miembros de una comunidad de culto permitida (religio licita). [...] Galerio ponía como condiciones a la implantación de sus medidas que los cristianos no actuasen en modo alguno en contra del orden público y que incluyesen en sus oraciones al emperador y al Imperio. Hasta entonces, los cristianos no habían podido pronunciar oración alguna, puesto que su culto oficialmente no existía».

## Antecedentes
Hasta el siglo III los cristianos no fueron perseguidos de forma generalizada excepto en determinados momentos puntuales, como sucedió durante el gran incendio de Roma del año 64 en el que el emperador Nerón los culpó del mismo, aunque también los persiguió por su rechazo a participar en las ceremonias paganas de expiación o por sus reticencias a observar el culto imperial.
La primera persecución general se produjo en los años 249-250 bajo el emperador Decio que fue continuada por el emperador Valeriano en 257-258. Para explicarla conviene reseñar que en el año 212 el emperador Caracalla había extendido la ciudadanía romana mediante un edicto a todos los habitantes del Imperio, lo que les obligaba a realizar sacrificios en los cultos cívicos, un ritual que era rechazado por los cristianos, que entonces representaban entre el 5 y el 20 % del total de la población, mucho más numerosos en la parte oriental que en la occidental. La persecución de Decio —aunque Manfred Clauss considera que no fue realmente una persecución, como tampoco la de Valeriano, pues «fueron sobre todo matanzas puntuales o locales»— se originó porque algunos cristianos no cumplieron la orden del emperador de 249 por la que se exigía a todos los habitantes del Imperio la consagración de un sacrificio bajo la supervisión de la llamada comisión de sacrificios. Por su parte Valeriano en el año 257 había ordenado los sacrificios exclusivamente al clero cristiano al que se consideraba el «núcleo duro de resistencia» en contra del reconocimiento del culto imperial.
Tras el periodo llamado «pequeña paz de la Iglesia», iniciado en 260 por el nuevo emperador Galieno que les restituyó sus bienes, la situación de los cristianos cambió radicalmente bajo el régimen de la tetrarquía establecida por Diocleciano, de la que Galerio formaba parte en su calidad de césar. Se produjeron entonces las «persecuciones de Diocleciano», «las primeras que realmente merecieron ese nombre», según Manfred Clauss.
En el año 300 se procedió a la depuración del ejército: si los cristianos querían seguir en el servicio de armas debían abandonar su religión porque algunos de ellos había invocado a su Dios para rechazar llevarlas, aunque hasta entonces se les había dispensado de realizar sacrificios a los dioses. Tres años después comenzaba la  «gran persecución». Un primer edicto, promulgado el 23 de febrero de 303 —el día anterior la iglesia cristiana de Nicomedia había sido destruida por un grupo oficial al mando de un prefecto del pretorio—, ordenaba la destrucción de los edificios y de las Escrituras cristianas y a los funcionarios cristianos se les obligaba a elegir entre su religión o la libertad, puesto que se les amenazaba con la esclavitud a los que no renunciaran a sus creencias. Un segundo edicto prescribía el encarcelamiento de los obispos y clérigos cristianos. Un tercero obligaba a los clérigos encarcelados a realizar sacrificios paganos: si lo hacían serían liberados, si no, serían torturados. El cuarto edicto obligaba a todos los ciudadanos a realizar sacrificios. El objetivo de estos edictos era unificar el Imperio en el plano religioso, afirmándose que Diocleciano habría sido influenciado por un oráculo de Apolo que afirmaba que su actividad estaba siendo obstaculizada por los cristianos, por consejeros anticristianos como Sossianus Hierocles y por el césar Galerio.
«La persecución se llevó a cabo de manera muy desigual: Maximiano y Constancio Cloro mostraron evidentemente poco entusiasmo por esta política… pero muchos obispos y miembros del clero fueron encarcelados y torturados o mutilados en Oriente, y el obispo de Nicomedia y otros fueron decapitados», ha afirmado Averil Cameron. «Las consecuencias que tuvo esta persecución, sobre todo en el este del Imperio romano, hacen sombra a todo cuanto había sucedido hasta entonces», ha destacado Manfred Clauss. En cuanto a la cifra de cristianos que sufrieron martirio se considera que fue pequeña, pero la persecución causó una profunda conmoción en los cristianos como dejaron constancia Lactancio en su obra De mortibus persecutorum (‘Sobre las muertes de los perseguidores’) y Eusebio de Cesarea en su Historia de la Iglesia.
Según Averil Cameron, aunque «la motivación de la persecución está lejos de quedar clara», «la adopción por parte de Diocleciano y Maximiano [respectivamente] de los títulos de Jovio y Herculio formaba parte del énfasis en la sanción moral y religiosa de su autoridad, y cualquier tipo de ofensa a los dioses, como lo demuestra simbólicamente la fallida adivinación [porque según los augures algunos cristianos presentes hicieron la señal de la cruz], se interpretaba como algo extremadamente peligroso para el futuro del Imperio». Por su parte Manfred Clauss ha señalado que la convivencia pacífica entre «paganos» y cristianos, cuyo número iba creciendo, era cada vez más difícil. «Las causas principales de esta dificultad eran la exigencia cristiana de exclusividad y su carácter evangelizador, un afán de propagar la palabra sagrada que era completamente desconocido entre los cultos paganos».
Tras la abdicación de Diocleciano en 305 los edictos contra los cristianos fueron desigualmente aplicados por los emperadores de la tetrarquía, siendo el más benevolente el augusto de Occidente Constancio Cloro, política que fue continuada por su hijo Constantino, mientras que Galerio, augusto de Oriente los aplicó con rigor. Sin embargo, en 311, cinco días antes de morir, dio un giro a su política y pasó de la persecución a la tolerancia con la promulgación del edicto del 30 de abril.

## Historia
El 30 de abril de 311 el emperador de la Tetrarquía Galerio promulgó un edicto de tolerancia en Serdica, la actual Sofía, que, sin embargo, comenzaba denunciando a los cristianos infieles a los usos establecidos por los ancestros y las leyes antiguas y que además hacían proselitismo, lo que contravenía las tradiciones de los diversos pueblos del Imperio. Pero a continuación se indicaba que, por una medida de clemencia, los cristianos podrían practicar su culto respetando el orden establecido. Uno de los argumentos utilizados era que los cristianos como consecuencia de las persecuciones había sido desprovistos de culto, lo que era intolerable en un mundo donde el orden estaba regido por los dioses. Finalmente se ordenaba a los cristianos orar a su Dios por la salud del emperador y del Imperio, expresión tomada de los sacrificios paganos hechos «por la salud del emperador» y que utilizaba los términos de la tolerancia concedida por los emperadores romanos a los judíos.

[...] Pero como un gran número [de cristianos] persisten en sus propósitos, y que percibimos que, no rindiendo a los dioses el culto y el respeto que les son debidos, no honran al Dios de los cristianos, considerando también, a la luz de nuestra infinita clemencia, nuestra constante costumbre de conceder el perdón a todos, hemos decidido que había que extender a su caso también, y sin ningún retraso, el beneficio de nuestra indulgencia, de manera que de nuevo puedan ser cristianos y reconstruir sus lugares de reunión, a condición de que no se entreguen a ningún acto contrario al orden establecido. [...] En consecuencia, y de acuerdo con la indulgencia que les testimoniamos, los cristianos deben rezar a su Dios por nuestra salud, la del imperio, y la suya propia...

El edicto promulgado por el primer augusto de la Tetrarquía era teóricamente válido para todo el Imperio Romano y así lo entendió el otro augusto Constantino I que lo aplicó en la Galia e incluso por el «usurpador» Majencio que lo aplicó en Italia y en África. Sin embargo, en Oriente Maximino Daya eludió su aplicación hasta que fue derrotado por Licinio, sucesor de Galerio, en 313.

## ¿Por qué Galerio pasó de la persecución a la tolerancia?
Según Vincent Puech, sólo se pueden emitir hipótesis sobre por qué Galerio pasó de la persecución a los cristianos a la tolerancia. La tradición cristiana lo achaca al arrepentimiento del «tirano» en su lecho de muerte. Lactancio narró la podredumbre de su cuerpo lleno de úlceras, aunque estaba siguiendo un modelo literario: la muerte del rey Antíoco IV Epífanes, que había suprimido el culto del templo de Jerusalén en 168. Algunos historiadores lo han atribuido a la influencia de Licinio, junto a él en sus últimos momentos de vida. Por su parte Puech afirma que «en realidad, Galerio quiso dejar a sus sucesores el Estado menos perturbado posible por desórdenes religiosos» y precisa que la concepción de la tolerancia de Galerio —una tolerancia «a la romana»—  consistía en «ser fiel si es posible a la religión de sus ancestros o al menos a una religión; toda religión debía ser puesta al servicio del orden político».

## Consecuencias
A pesar de que ese papel se ha otorgado tradicionalmente al Edicto de Milán de 313, el Edicto de Serdica es el que pone fin a la persecución del cristianismo que adquiere así el estatuto de religión permitida (religio licita) en todo el Imperio Romano.
En realidad el llamado «Edicto de Milán», acordado los dos  Augustos Constantino I y Licinio tras vencer a sus respectivos rivales Majencio y Maximino Daya, lo que hizo fue ampliar el Edicto de Galerio con la restitución a las iglesias de todos sus bienes y consistió en un mandatum con una serie de instrucciones a los altos funcionarios de las provincias para su cumplimiento. Fue una iniciativa de Constantino, recién convertido al cristianismo.